# 캐번디시 담배
카벤디쉬는 담뱃잎에 열과 증기 처리를 동시에 하여 숙성시켜 부드럽고 단맛이 나는 파이프담배 연초이다. 카벤디쉬의 종류는 다양한데 미국, 독일, 덴마크식 카벤디쉬의 경우 숙성 후 향을 첨가하여 블랜딩하는 반면 영국 카벤디쉬의 경우 공정 과정에서 생성되는 단 맛을 그대로 향으로 사용한다. 카벤디쉬는 발효 숙성 과정을 거치기 때문에 타 연초에 비해 부드럽다는 것이 특징이다. 카벤디쉬라는 이름의 유래는 카벤디쉬 제작 공법을 처음 발견한 16세기 영국의 탐험가 토마스 카벤디쉬의 이름을 딴 것이다. 카벤디쉬의 원료로는 여러 종류의 담뱃잎이 있지만 켄터키, 버지니아, 버얼리 종이 대표적이다. 카벤디쉬에 첨가되는 향으로는 설탕, 체리, 메이플 시럽, 꿀, 감초, 초콜릿, 코코넛, 럼주, 딸기, 호두, 버번 향이 있다.

## 제조
담뱃잎을 대략 2.5cm에서 1인치 크기의 고형물로 압착한 후, 증기와 함께 가열하며 발효 과정을 거친다. 가열 과정을 거쳐 발효된 고형물을 슬라이스로 자른 후 향을 첨가한다. 마지막으로 압착 과정을 한 번 더 거친다. 영국식 카벤디쉬의 경우 며칠 혹은 몇 주간의 숙성 과정을 거치기도 한다.